# Shrink – Dilidoki kiütve
A Shrink – Dilidoki kiütve (eredeti cím: Shrink) 2009-ben bemutatott amerikai vígjáték-filmdráma, melyet Jonas Pate rendezett. A főszerepben Kevin Spacey látható. A filmet a 2009-es Sundance Filmfesztiválon mutatták be, a zenéjét Jackson Browne szerezte.

## Cselekmény
Hollywoodban Dr. Henry Carter (Kevin Spacey) pszichiáter: Carter páciensei többnyire a filmipar jeles személyiségei, akik mindannyian a saját életük válságán mennek keresztül. Carter nagy, fényűző házban él, amely a Hollywood Hills-re néz, és egy rendkívül sikeres önsegítő könyvet adott ki. Azonban zilált az életmódja, és egyedül él a nagy házában. Otthon, az autójában és az irodája mögött marihuánát szív, amikor nem fogad pácienseket. Carter rendszeresen issza magát álomba a háza körül, a ruháiban ébred, és soha nem megy be a hálószobájába. Saját problémái ellenére Carter folytatja a pszichoterápiát a pácienseivel, fenntartva éleslátását, együttérzését és erős orvos-beteg kapcsolatát.
Carter néhány páciense közül Patrick egy nagyhatalmú tehetségkutató ügynök, aki egyszerre nárcisztikus és szorongó, baktériumfóbiás, Seamus egy színész, aki különböző drogok és alkohol rabja, és Patrick egyik legnagyobb ügyfele. Seamus nem tartozik Carter páciensei közé, de van egy közös drogdílerük, Jesus (Jesse Plemons). Jack Holden (Robin Williams) egy másik népszerű híresség, akinek alkoholproblémái vannak, amiket tagad. A terápiát azonban folytatja, mert úgy véli, hogy szexfüggősége van. Kate egy harmincas éveiben járó színésznő, aki intelligens, együttérző és kiegyensúlyozott, de kevesebb karrierlehetőséggel néz szembe, mert Patrick úgy véli, hogy a kora korlátozza. Rocksztár férje, aki szerinte „nem volt mindig ilyen”, önző és megcsalja őt. Carter legújabb páciense Jemma, egy problémás gimnazista, akit az iskolája kötelez terapeutához járni, miután tükörrel való ütlegelés közben megvágta a kezét. A lányt az apja ajánlja Carterhez pro bono esetként, mivel Carter feleségéhez hasonlóan Jemma édesanyja is öngyilkosságban halt meg. Jemma lelkes mozilátogató, filmrendező szeretne lenni.
Carternek kevés barátja van, és az idejét Jesusszal, a hóbortos drogdílerével tölti. Carter Jeremyvel is barátkozik, akivel Carter elhunyt felesége révén van laza kapcsolatban, akinek anyja Jeremy keresztanyja volt. Jeremy egy küszködő fiatal forgatókönyvíró, aki romantikus érdeklődést talál Patrick asszisztensében, Daisyben. Jeremy kreatív ihletet merít Jemmából is. Jeremy titokban ellopja Jemma személyes aktáját Carter irodájából, és plátói érdeklődést mutat Jemma iránt. Megírja az áttörést jelentő forgatókönyvét Jemmáról, és Daisy segítségével Jeremynek sikerül megnyernie Patrick érdeklődését a forgatókönyv iránt.
Carter egy élő televíziós talkshow-ban idegösszeomlást kap, megijesztve a műsorvezetőt (Gore Vidal) és a nézőket, amikor először mondja ki nyilvánosan, hogy felesége öngyilkosságban halt meg. Saját könyvét „baromságnak”, önmagát pedig csalónak titulálja, és elviharzik a forgatásról.
Jemma, Daisy és Jeremy reagál Carter adásban elhangzott kirohanására. Carter úgy dönt, hogy nem kezeli tovább Jemmát, bár segít Jemmának, hogy végre feldolgozza az anyja öngyilkosságát.
Jemma felfedezi a forgatókönyvet, és úgy érzi, Jeremy elárulta. Carter dühösen támadja Jeremyt a megtévesztéséért, de vállalja saját szakmai felelősségét a helyzetben, amit tudtán kívül lehetővé tett. Később Carter és Jeremy titokzatos módon meghívást kap egy találkozóra Patrick irodájába. Patrick egy tárgyalóterembe ülteti őket, ahol Jemma várja őket. Meglepetésükre Jemma most már helyesli Jeremy forgatókönyvét. Patrick bejelenti, hogy ő fogja képviselni Jemmát, és Jeremy forgatókönyvéből filmet készít.
Carter, miután eltüntette drogkészletét, otthon felkeresi Kate-et. Azt mondja neki, hogy nem akarja többé látni „...hivatásszerűen”, utalva arra, hogy romantikusan szeretne találkozni vele. A lány elmosolyodik.
Aznap este Carter belép a hálószobájába, pizsamában. Egy pillanatra szemügyre veszi egykori hitvesi ágyát, mielőtt bemászik bele, és lekapcsolja a villanyt.

## Szereplők
(A szereposztás mellett a magyar hangok feltüntetve)
- Kevin Spacey – Dr. Henry Carter – Blaskó Péter
- Saffron Burrows – Kate Amberson – Kisfalvi Krisztina
- Keke Palmer – Jemma – Lamboni Anna
- Mark Webber – Jeremy – Simonyi Balázs
- Jack Huston – Shamus – Seder Gábor
- Robert Loggia – Dr. Robert Carter, Henry apja – Versényi László
- Pell James – Daisy – Németh Borbála
- Jesse Plemons – Jesus, Carter fűdílere – Bácskai János
- Sierra Aylina McClain – Carina – Berkes Boglárka
- Dallas Roberts – Patrick – Bartucz Attila
- Ashley Greene – Missy –
- Laura Ramsey – Kiera – Csondor Kata
- Gore Vidal – George Charles – Izsóf Vilmos
- Robin Williams – Jack Holden (cameoszerep) – Mikó István

## Fordítás
- Ez a szócikk részben vagy egészben  a   Shrink (film) című angol Wikipédia-szócikk fordításán alapul.  Az eredeti cikk szerkesztőit annak laptörténete sorolja fel. Ez a jelzés csupán a megfogalmazás eredetét és a szerzői jogokat jelzi, nem szolgál a cikkben szereplő információk forrásmegjelöléseként.